# بدری سادات خامنه‌ای
بدری سادات خامنه‌ای (زادهٔ ۱۳۲۱) دختر سید جواد خامنه‌ای و تنها خواهر تنی سید علی خامنه‌ای است. وی همسر علی تهرانی و مادر فریده مرادخانی است. بدری خامنه‌ای در آذر ۱۴۰۱ و در جریان خیزش ۱۴۰۱ ایران از خامنه‌ای اعلام برائت کرد.

## زندگی
بدری سادات خامنه‌ای در ۱۳۲۱ در مشهد زاده شد. پدرش سید جواد خامنه‌ای و مادرش خدیجه میردامادی بود. او یگانه خواهر تنی سید محمد، سید علی، سید هادی، و سید محمدحسن است. وی در سن ۱۹ سالگی با علی مرادخانی ارنگه، مشهور به شیخ علی تهرانی ازدواج کرد. حاصل این پیوند سه دختر و دو پسر به نام‌های محمود، وحیده، سعیده، فریده، احسان است. فرزند بزرگ آنها، محمود مرادخانی، مقیم فرانسه است. فریده مرادخانی، یکی از دخترانش، فعال حقوق بشر و از مخالفان حکومت جمهوری اسلامی است که در حمایت از زندانیان کارزاری راه‌اندازی کرده و تاکنون چندین مرتبه بازداشت شده است.

### رفتن به عراق
علی تهرانی همسر بدری خامنه‌ای، روحانی فعال و مخالف رژیم پهلوی در دوران انقلاب ۱۳۵۷ بود که سپس به مجاهدین خلق گرایید و پس از انقلاب به عراق رفت. بدری خامنه‌ای در ۱۲ اردیبهشت ۱۳۶۴ و حدود یک سال پس از رفتن شیخ علی تهرانی به عراق، در یک کنفرانس مطبوعاتی در بغداد حضور یافت. وی در این کنفرانس گفت که به همراه ۳ دختر و ۲ پسرش برای پیوستن به پدرشان مخفیانه به ترکیه رفته و از ترکیه به عراق آمده است. بدری خامنه‌ای اعلام کرد که فاقد گذرنامه است و علی خامنه‌ای، کمک به وی را رد کرده است. با آغاز سال ۱۳۷۴ و ۷ سال پس از آتش‌بس میان ایران عراق شیخ علی تهرانی به دلایلی خواستار بازگشت به ایران شد. او به همراه همسر و فرزندانش در خرداد ۱۳۷۴ در یکی از پاسگاه‌های مرزی ایران خود را به نیروهای ایرانی تسلیم می‌کنند. سپس علی تهرانی دستگیر و پس از حبس در یکی از زندان‌های سازمان اطلاعات و بازجویی‌های طولانی، در دادگاه ویژه روحانیت محاکمه و به ۲۰ سال حبس محکوم می‌شود. وی تا سال ۱۳۸۴ در حبس به سر می‌برد که حدود چهار سال در بند عمومی ۳۲۵ ویژه روحانیت زندان اوین بود؛ که در این شرایط در تیر ۱۳۷۹ روزنامه بهار مدعی خودکشی او در زندان شد. دخترش فریده با ارسال جوابیه‌ای به آن روزنامه و همزمان پسرش محمود مرادخانی (تهرانی) از پاریس نیز ضمن تکذیب خودکشی مدعی شکنجه پدرشان شدند. سرانجام پس از گذشت بیش از ۹ سال زندان، شیخ علی تهرانی آزاد شد و در تهران در کنار همسر و فرزندانش زندگی می‌کرد. وی روز ۲۷ مهرماه ۱۴۰۱ درگذشت.

## اعتراضات ۱۴۰۱ ایران
بدری سادات خامنه‌ای در جریان اعتراضات ۱۴۰۱ ایران و پس از دستگیری دخترش به دلیل انتقاد علیه نظام جمهوری اسلامی و برخورد با معترضان، در ۱۶ آذر ۱۴۰۱ سکوت خود را شکست و با انتشار توئیتی در صفحه توییتر فرزندش محمود مرادخانی، با انتقاد علنی از شخص برادرش علی خامنه‌ای اعلام کرد که از خلافت مستبدانه او اعلام برائت می‌کند.

… رژیم جمهوری اسلامی خمینی و علی خامنه‌ای به جز درد و رنج و ظلم برای ایران و ایرانیان ارمغانی دیگر نداشته است…

بدری سادات خامنه‌ای_۱۶ آذر ۱۴۰۱، 
 وی ضمن اعلام هم‌دردی با مادران داغداری که فرزندانشان پس از انقلاب ۱۳۵۷ توسط حکومت جمهوری اسلامی کشته شده‌اند، بر حق مشروع مردم ایران برای قیام و دست‌یافتن به آزادی تأکید کرد. او در این توئیت نوشت: «... برادرم صدای مردم ایران را نمی‌شنود و به نادرستی صدای مزدوران و جیره خوارانش را صدای مردم ایران می‌شمارد و آنچه برازنده خودش است به مردم غیور نسبت می‌دهد…» وی عنوان کرد که: «... برادرش راه خمینی را در سرکوب و کشتار مردم بی‌گناه ادامه می‌دهد…»